# Alice Wu
Alice Wu, född 27 april 1970 i San Jose i Kalifornien, är en amerikansk manusförfattare och regissör. Hon har regisserat filmen Saving Face (2004) och The Half of it (2020).